# Дібровка (село)
Дібровка (до 2015 року — Дібрівка), Мала Гнійниця, Гнійничка — село в Україні, у Ізяславській міській громаді Шепетівського району Хмельницької області. Населення становить 118 осіб.

## Історія
7 (20) листопада 1917 року, відповідно до Третього Універсалу Української Центральної Ради, увійшло до складу Української Народної Республіки.
12 червня 2020 року, відповідно до розпорядження Кабінету Міністрів України № 727-р «Про визначення адміністративних центрів та затвердження територій територіальних громад Хмельницької області», увійшло до складу Ізяславської міської територіальної громади.
19 липня 2020 року, в результаті адміністративно-територіальної реформи та ліквідації Ізяславського району, село увійшло до складу новоутвореного Шепетівського району

## Географія
Село розташоване у західній частині громади, на лівому березі річки Горині, за 13 км на захід — південний захід від центру громади (фізична відстань), за 27 км — автошляхом місцевого значення та за 125 км (автошляхами Н03, Н25 Н02 та Т 1804 на північ — північний захід від обласного центру.
Сусідні населені пункти:

## Населення
| Роки            | 1906 | 2001 | 2010 | 2011 |
| --------------- | ---- | ---- | ---- | ---- |
| Населення, осіб | 274  | ▼118 | ▼101 | ▼98  |